# Jozef van Mierlo
Johannes Josephus Franciscus (Jozef) van Mierlo (Turnhout, 28 november 1878 - Mortsel, 30 mei 1958) was een Vlaams auteur. Van Mierlo was specialist in de Middelnederlandse letterkunde, waarover hij drie overzichtswerken schreef. Van Mierlo bezorgde diverse edities van Middelnederlandse teksten, waaronder uitgaven van de dichteres Hadewijch.

## Biografie
Na zijn middelbare school op het door de jezuïeten geleide Sint-Jozefcollege in Turnhout trad Van Mierlo in 1897 in bij de jezuïetenorde in Drongen (bij Gent). Hij studeerde wijsbegeerte aan de Katholieke Universiteit Leuven. Later studeerde hij ook nog theologie aan de Universiteit van Innsbruck en Germaanse filologie te Leuven. 
Jarenlange studie lagen aan de basis van het boek Geschiedenis van de Oud- en Middelnederlandsche letterkunde (1928).